# Hadija Hab' Ahmal
Hadija Hab' Ahmal è un personaggio del fumetto fantascientifico Nathan Never, edito dalla Sergio Bonelli Editore ed ideato dal trio Michele Medda, Antonio Serra e Bepi Vigna.

## Biografia del personaggio

### Prima dell'incontro con Nathan Never
Nata da una famiglia molto ricca di origini medio-orientali, Hadija rimane orfana molto giovane, per la tragica morte dei genitori in un incidente stradale. Hadija cresce solitaria nella sua villa fuori città, educata dal robot-domestico Tony, diventando ingegnere. Per mantenere il suo tenore di vita molto alto, Hadija accetta di lavorare in città per un'azienda di automobili. La sua psiche è rimasta profondamente segnata dalla morte dei genitori, continua a sognarli inseguiti e divorati da scorpioni giganti. Inoltre, organizza nella sua casa feste immaginarie che le riportano alla mente i ricevimenti dati dai suoi genitori. Inizia il lavoro di sabotaggio delle macchine che la sua aziende produce, sabotaggio che comporta lo spegnimento improvviso del automezzo. Questo rappresenta la sua particolare vendetta a quelli che lei reputa la causa della morte dei suoi cari. 

### La vita con Nathan Never
Durante uno dei suoi soggiorni in Città, Hadija trova alloggio nello stesso condominio in cui vive l'agente Alfa, proprio in concomitanza con le indagini che l'agenzia sta effettuando sui sabotaggi per conto dell'azienda per cui lavora la donna. Tra i due scatta subito il feeling, lo stesso Nathan sembra quasi risvegliato dal suo torpore emotivo che lo caratterizza dall'inizio della serie. I due continuano a cenare insieme, finché le indagini dell'agenzia non la individuano come sabotatrice. Durante una cena Nathan le rivela che sta per essere arrestata. La donna, convinta che l'uomo l'abbia avvicinata solo per arrestarla, scappa e rischia di essere travolta da una macchina, salvata appena in tempo da Nathan Never. Lei inizia a curare i suoi problemi psichici e l'agente Alfa comincia a frequentare la sua casa. Dopo qualche mese, Nathan decide di trasferirsi a casa di lei. 
Il personaggio subisce un drastico ridimensionamento: appare principalmente in piccoli camei di vita domestica, anche se sporadicamente è coinvolta in qualche avventura dell'agente Alfa, al quale fornisce il giusto sostegno quando la figlia Ann, guarita, decide di lasciare il pianeta terra in compagnia della Fratellanza Ombra. Insiste spesso con il compagno affinché abbandoni il suo lavoro pericoloso, anche se Nathan, spesso in dubbio, alla fine decide sempre di continuare ad essere un agente speciale.

### La separazione
Il rapporto inizia presto ad incrinarsi, anche se i due cercano in ogni modo di tenerlo in piedi. La goccia che fa traboccare il vaso è una serie di foto scattate a Nathan in compagnia di un'altra donna. Hadija infuriata, lo accusa di averla tradita, sebbene l'agente neghi ogni coinvolgimento. Lei si rifiuta di mettersi in contatto con lui anche quando l'agente, dopo pochi giorni, viene condannato a morte. Alla fine, l'agenzia scopre che Nathan è stato manipolato da un potentissimo telepate: Hadija gli chiede perdono, ma stavolta è Nathan Never a sentirsi tradito da lei, per la sua mancanza di fiducia, lasciando la villa della donna e facendo ritorno a casa. Per mesi della donna non si hanno notizie: alla vigilia dello scoppio della Guerra con le Stazioni Orbitanti Nathan va a trovarla a casa, ma scopre che la villa è stata venduta. I due si incontrano nuovamente su Bersabea: è proprio Hadija l'ingegnere capo di un progetto di scudi spaziali per le stazioni orbitanti. Proprio subito dopo l'incontro, la donna viene uccisa da Andy Havilland inviato sulla stazione spaziale da Mister Alfa per impedire che venga realizzato il progetto che avrebbe permesso ad Ada Morgan, capo delle Stazioni Orbitanti, di rendersi indipendente dai suoi aiuti. Nathan, distrutto, si rende conto di essere ancora innamorato di lei. La morte di Hadija darà il via all'odio sviscerato che Nathan prova per Havilland, che lo porterà ad ucciderlo a sangue freddo durante la Saga Spazio-Temporale